# Danh sách đảng phái chính trị Bhutan
Đây là một danh sách chưa hoàn tất, và có thể sẽ không bao giờ thỏa mãn yêu cầu hoàn tất. Bạn có thể đóng góp bằng cách mở rộng nó bằng các thông tin đáng tin cậy.
Tại Vương quốc Bhutan, các đảng chính trị phải được đăng ký tại Ủy ban Bầu cử Bhutan để có thể tham gia các cuộc bầu cử đại biểu Hạ viện. Các đảng chính trị chỉ có tham gia tranh cử tại các cuộc bầu cử đại biểu Hạ viện vì chỉ các ứng cử viên độc lập (không đảng phái) mới đáp ứng được điều kiện để tranh cử vị trí đại biểu Thượng viện hoặc tranh cử vị trí đại biểu Hội đồng điều hành tại các cấp địa phương.
Bên cạnh các đảng chính trị đăng ký hoạt động chính thức sau thời kỳ dân chủ hóa tại Bhutan, còn tồn tại nhiều đảng chính trị khác hiện đã và đang hoạt động bên ngoài lãnh thổ Bhutan kể từ thập niên 1990. Phần lớn trong số các đảng chính trị nói trên do cộng đồng người Lhotsampa sinh sống lưu vong tại Nepal điều hành và có trụ sở tại các trại tị nạn nơi họ lưu trú.

## Danh sách các đảng hoạt động chính thức
Tại Vương quốc Bhutan, các đảng chính trị phải được đăng ký tại Ủy ban Bầu cử Bhutan để có thể tham gia các cuộc bầu cử đại biểu Hạ viện.

### Các đảng đang hoạt động
Có tổng cộng năm đảng chính trị hoạt động chính thức tại Bhutan: 
- Đảng Dân chủ Nhân dân

- Đảng Druk Phuensum Tshogpa (Đảng Hòa bình và Thịnh vượng Bhutan)

- Đảng Druk Nyamrup Tshogpa (Đảng Liên hiệp Bhutan)

- Đảng Druk Thuendrel Tshogpa (Đảng Đồng minh Bhutan)

- Đảng Bhutan Tendrel

| Tên chính đảng | Tên chính đảng              | Tên viết tắt | Đăng ký | Hệ tư tưởng                                           | Khuynh hướng        | Số ghế tại Hạ viện (2018) |
| -------------- | --------------------------- | ------------ | ------- | ----------------------------------------------------- | ------------------- | ------------------------- |
|                | Đảng Dân chủ Nhân dân       | PDP          | 2007    | Chủ nghĩa bảo hoàng Chủ nghĩa tự do Chủ nghĩa tiến bộ | Trung gian/trung tả | 0 / 47                    |
|                | Đảng Druk Phuensum Tshogpa  | DPT          | 2007    | Chủ nghĩa bảo thủ Chủ nghĩa bảo hoàng                 | Trung hữu           | 14 / 47                   |
|                | Đảng Druk Nyamrup Tshogpa   | DNT          | 2013    | Dân chủ xã hội                                        | Trung tả            | 33 / 47                   |
|                | Đảng Druk Thuendrel Tshogpa | DTT          | 2022    |                                                       |                     | 0 / 47                    |
|                | Đảng Bhutan Tendrel         | BTP          | 2023    |                                                       |                     | 0 / 47                    |

### Các đảng đã hủy đăng ký
Đảng Druk Chirwang Tshogpa (2013 – 2018): vào năm 2018, Ủy ban Bầu cử Bhutan đã chấp thuận đề nghị hủy đăng ký hoạt động của đảng.
Đảng Bhutan Kuen-Nyam (2018 – 2023): vào năm 2023, đảng đã tiến hành hủy đăng ký sau nhiều năm ít hoạt động và không tìm được Chủ tịch mới sau khi bà Dasho Neten Zangmo từ chức Chủ tịch đảng vào năm 2018.

## Các đảng chính trị khác
Các đảng chính trị được liệt kê dưới đây có trụ sở bên ngoài lãnh thổ Bhutan:
- Đảng Xã hội dân chủ Bhutan
- Mặt trận Dân tộc Giải phóng Gorkha Bhutan
- Đảng Quốc hội Bhutan
- Đảng Dân chủ Dân tộc Bhutan
- Đảng Dân tộc Bhutan
- Đảng Nhân dân Bhutan
- Ủy ban chỉ đạo Phong trào của người Bhutan
- Đảng Cộng sản Bhutan (Marxist–Leninist–Maoist)
  - Lực lượng Hổ Bhutan
- Đảng Quốc hội Druk

### Đảng Quốc hội Druk
Đảng Quốc hội Druk được thành lập với tính chất lưu vong vào ngày 16 tháng 6 năm 1994 tại thủ đô Kathmandu, Nepal.
Ngày 26 tháng 8 năm 2010, các đảng chính trị hoạt động lưu vong đã thành lập một liên đoàn nhằm thực hiện một "phong trào dân chủ thống nhất" dưới sự lãnh đạo của Rongthong Kunley Dorji - Chủ tịch Đảng Quốc hội Druk. Một văn phòng của liên đoàn này được thành lập vào tháng 11 năm 2010 tại thủ đô Kathmandu, Nepal, và dường như liên đoàn đã được Chính phủ Nepal hỗ trợ bằng một cách nào đó.